# Critiques du capitalisme
Ne doit pas être confondu avec Critiques du libéralisme économique.
 (juillet 2018).
Si vous disposez d'ouvrages ou d'articles de référence ou si vous connaissez des sites web de qualité traitant du thème abordé ici, merci de compléter l'article en donnant les références utiles à sa vérifiabilité et en les liant à la section « Notes et références ».
Les critiques du capitalisme sont l'ensemble des remises en cause à l'encontre du capitalisme, dans toutes ses dimensions (économie, sociale, environnementale…). Les critiques du capitalisme peuvent aller d'expressions de désaccords sur certains aspects du capitalisme à une remise en cause intégrale.
La critique du capitalisme a pu prendre des formes sociales telles que des partis politiques ou des mouvements sociaux. Les plus radicaux se donnent pour but la fin du capitalisme, ou encore son dépassement par un nouveau système économique.
Le capitalisme, souvent sous une forme régulée, a trouvé des défenseurs comme George Orwell ou encore Milton Friedman,.

## Concept
Les critiques du capitalisme sont parfois divisées selon la typologie mise en avant dans Le Nouvel esprit du capitalisme de Luc Boltanski et Ève Chiapello, qui distingue la critique dite « individualiste » (ou « artiste ») de la critique sociale et de la critique environnementale.
À cette typologie s'ajoute une grande diversité d'écoles de pensée philosophiques qui, à travers le temps, ont porté une critique sur le capitalisme ou certains de ses aspects. Se distingue à ce titre le marxisme qui a été, au XXe siècle, la principale doctrine anticapitaliste. Les tenants du marxisme considèrent que le capitalisme, s'il se fonde sur un système libéral économiquement, s'est en réalité coupé du libéralisme originel, établi au siècle des Lumières, auquel ils ne sont pas foncièrement hostiles. Le capitalisme est tenu pour manifestement incompatible avec certaines formes de libertés individuelles, ainsi qu'avec l'intégrité du sujet, du fait de l'aliénation qu'il engendre.
La critique du capitalisme ne se confond pas avec la critique du libéralisme économique, quoique les notions de libéralisme économique et de capitalisme soient liées. La critique anticapitaliste tend en pratique vers la critique anti-libérale, sans s'assimiler à elle. La critique du libéralisme économique est parfois rapprochée d'une forme d'anti-modernisme, là où le marxisme ne serait, lui, pas par défaut opposé à la modernité.

## Typologie

### Critique individualiste ou artiste
La critique individualiste s'apparente par certains côtés à de l'antimodernisme. Tout comme l'antimodernisme, la critique individualiste peut conduire à une remise en cause de l'idée du progrès, qui est fondateur de la modernité : on ne peut être considéré comme moderne si on ne voit dans le progrès que la production d'éléments superficiels éloignant le Beau, le Sublime et l'authenticité. À ce titre, Max Weber pointe du doigt une dimension de la modernité en parlant de désenchantement du monde, c'est-à-dire une perte de sens due à l'avènement de la science moderne. De manière plus simple, la critique individualiste est antimoderniste lorsqu'elle critique le capitalisme comme procédant d'un placement de l'Homme au centre de toutes les décisions politiques,,,.
Le capitalisme accentuerait ou participerait de manière décisive au mouvement de désenchantement du monde, et donc, à la vacance de sens parmi les individus. Cela induirait une inauthenticité des personnes, des sentiments, des objets, des éléments, des animaux, etc. et des modes de vie qui leur sont associés (concepts d'écologie, respect, compassion, etc.). Notamment, le capitalisme entraînerait la perte des sens du Beau, du Grand et du Sublime. Cela explique pourquoi, selon Boltanski et Chiapello, la critique du capitalisme doit beaucoup au milieu artistique, plus sensible à ces questions. Ils écrient notamment que la critique artiste met en avant « la perte de sens et, particulièrement, la perte du sens du beau et du grand, qui découle de la standardisation et de la marchandisation généralisée », qui va jusqu'à toucher les êtres humains.
L'autre versant de la critique individualiste-artiste est celui qui souligne comment le capitalisme peut être une source d'oppression de l'individu, qui conduit à une répression de ses libertés, de son autonomie, et par conséquent de sa créativité. Le capitalisme est accusé d'accentuer la souffrance au travail par ses logiques de maximisation du profit. Gilles Saint-Paul souligne cette dimension dans The Tyranny of Utility (2011), quoiqu'il ne se positionne pas dans une perspective anticapitaliste. Il dénonce des excès dans l'application de la philosophie utilitariste à l'économie. Il remarque que l'utilitarisme, au fondement du paradigme néoclassique, a progressivement offert des arguments légitimant l'intervention étatique sous prétexte de « l'irrationalité » de certains agents économiques, afin de leur permettre de maximiser leur utilité. Or, cette nouvelle forme d'interventionnisme ouvre la voie, sinon aux dérives liberticides, du moins à un interventionnisme trop « paternaliste » qui ne se soucie pas assez de développer la capacité des agents à l'autonomie.

### Critique sociale
La critique sociale est apparue avec la question sociale au XIXe siècle, dès la phase de la révolution industrielle.
Le capitalisme est critiqué comme étant une source de misère pour les travailleurs. Pierre-Joseph Proudhon soutient très tôt que la misère des travailleurs est la contrepartie nécessaire et inéluctable de l'accumulation du capital par les capitalistes. Le pendant de cette critique est que le capitalisme serait la cause d’inégalités sociales. Pour certains auteurs, comme Adam Smith, si le capitalisme permet un accroissement généralisé du niveau de vie, il nécessite que certains s'enrichissent en prélevant de la richesse sur les autres. Les inégalités sociales seraient la matrice même du capitalisme.
Le capitalisme serait la consécration de l'opportunisme et de l'égoïsme. S'il n'en est pas la source, ainsi contribuerait-il à détruire les solidarités et les liens sociaux. Le capitalisme détruirait les liens sociaux en rendant obsolètes les liens sociaux non marchands, et les agents du capitalisme ne pourraient ainsi trouver d'espace de vie en dehors de ceux accordés par le système capitaliste.

### Critique environnementale
La critique environnementale est apparue beaucoup plus tardivement que la critique sociale, à la suite de l'émergence de la crise écologique dans les années 1970. Selon Bruno Boidin, il existe trois fondements théoriques de la critique écologique du capitalisme, repris ci-dessous. Naomi Klein affirme dans son livre Tout peut changer que le modèle capitaliste occidental est en guerre contre la vie sur Terre. Plus que d'un problème d'émissions de gaz à effet de serre, c'est le mode de vie occidental qui est en cause et qui risque de mener l'humanité à sa perte. Pour elle, la crise climatique ne peut être résolue dans un système néolibéral et capitaliste prônant le laissez-faire, qui encourage la consommation démesurée et a conduit à des méga-fusions et des accords commerciaux hostiles à la santé de l'environnement. Elle soutient que cette crise pourrait bien ouvrir la voie à une transformation radicale susceptible de faire advenir un monde non seulement habitable, mais aussi plus juste.
Le premier a pour objet l’impact de la technique sur la structuration de la société : non seulement les techniques modifieraient les rapports sociaux, mais leur développement se ferait au détriment d’une utilisation économe de la nature (point de vue soutenu par Jacques Ellul et Nicholas Georgescu-Roegen).
Le deuxième concerne le rôle négatif joué par les institutions : celles-ci sont un ensemble de règles édictées d’en haut par des experts ayant intérêt à les imposer aux acteurs démunis de leur savoir-faire ou de leurs compétences propres.
Le troisième critique environnementale est liée à l’extension du domaine marchand au détriment du domaine non marchand. Ce phénomène, que l'on appelle la marchandisation, aurait gagné en importance depuis le XVIIIe siècle en rendant progressivement payantes des biens et services (et donc des relations sociales) qui étaient auparavant sorties du secteur marchand.

### Compatibilité de ces critiques
Ceci étant dit, de certaines manières, ces deux formes de critiques ne sont pas spontanément compatibles, bien que pouvant naturellement se rejoindre au travers d'un même combat, d'un même plaidoyer: William Morris, socialiste britannique du XIXe siècle lie considérations artistique et socio-économique.
Néanmoins, les deux critiques restent souvent isolées du fait du rapport de chacune à la modernité :
- La critique artiste consiste en la défense des autonomies, de l'originalité de chacun et peut alors entrer en contradiction avec la modernité de la critique sociale, qui peut vouloir fonder le progrès social et l’égalité des individus à partir du progrès économique.
- La critique artiste est anti-moderne et donc opposée à la critique sociale lorsqu’elle cherche à retrouver la voie du Beau ou du Sublime (modèle de l’Antiquité) en remettant en cause la standardisation de la production et la consommation de masse[3].

## Doctrines critiques

### Critique marxiste
Karl Marx propose une théorie critique du capitalisme et du capital tout au long de son œuvre. Elle trouve sa concrétisation finale dans Le Capital. La critique marxiste est complexe et protéiforme, car elle touche toutes les dimensions du capitalisme.
Dans sa dimension sociale, Marx critique, dans le capitalisme, le mouvement de subsomption, c'est-à-dire la manière dont les logiques d'extraction du profit du capitalisme en viennent à dominer toutes les relations sociales et à périmer les relations sociales extra-capitalistes. Lorsque toute la vie sociale devient subordonnée à la vie économique capitaliste, et que l'homme ne trouve plus dans le travail un facteur d'émancipation mais de perte d'humanité et d'abêtissement, alors il subit une aliénation.
D'un point de vue économique, cette fois, l'aliénation est d'autant plus forte que le travailleur est dépossédé de la valeur réelle de son travail. S'il produit une unité de valeur, le travailleur ne sera jamais rémunéré à cette unité. En réalité, le travailleur est exploité économiquement car il ne reçoit qu'une fraction de la richesse qu'il produit ; sur son travail, le détenteur du capital de production extrait une plus-value. Elle correspond à ce que Marx perçoit comme un « surtravail », qui n'a pas lieu d'être.
Marx considère le capitalisme comme une forme historiquement déterminée d'organisation productive. Cette forme a vocation à changer, être transformée, par la classe prolétarienne qui sera un agent historique en renversant la classe bourgeoise. Cela doit être d'autant plus aisé que, selon Marx, le système capitaliste court à sa perte par lui-même : le capitalisme reposerait sur des contradictions internes qui le rendraient instables. L'auteur théorise ainsi la baisse tendancielle du taux de profit, selon laquelle le profit tiré par les capitalistes ne fera que chuter au fur et à mesure que l'automatisation croîtra dans les entreprises.

### Critique socialiste
Le socialisme tient le capitalisme pour un système économique dont les tendances profondes doivent être contrôlées. Les socialistes soutiennent que le capitalisme génère des externalités qui nécessitent des mesures correctives de la part de la puissance publique. La critique socialiste du capitalisme s'est fondée sur une critique sociale (l'injustice qu'il produit lorsque laissé à lui-même), une critique économique (l’irrationalité de certaines décisions prises sans concertation), une critique morale (sur le calcul égoïste).

### Critique keynésienne
John Maynard Keynes, qui fonde le keynésianisme avec la Théorie générale de l'emploi, de l'intérêt et de la monnaie, n'est pas anticapitaliste. Le keynésianisme ne vise pas à renverser le capitalisme. Toutefois, cette école de pensée est critique du capitalisme lorsqu'il n'est pas régulé par la puissance publique de manière conjoncturelle (politique conjoncturelle). Le keynésianisme cherche ainsi à atténuer les effets nocifs du capitalisme qui remettent en cause la dynamique d'enrichissement dont il est porteur.
Toutefois, dans sa Lettre à nos petits-enfants, qui ne fait pas partie du corpus économique du keynésianisme, Keynes soutient que le capitalisme est un moment nécessaire, mais transitoire, de l'histoire humaine. Il considère que la science économique permettra à l'avenir de contrôler les tempêtes qui agitent régulièrement le capitalisme. Le capitalisme, dont la mission historique est l'enrichissement collectif par la fin de la rareté, doit finir par s'auto-dissoudre une fois devenu non-nécessaire. Cette dissolution est souhaitable car, pour Keynes, le capitalisme se fonde sur des valeurs condamnables, comme la fétichisation du profit.

### Critique fasciste
Les fascismes et dictatures totalitaires se sont souvent opposées au capitalisme. Le fascisme italien se proposait ainsi comme une troisième vue entre le communisme et le laisser-faire libéral.

### Critique anarchiste
L'anarchisme s'oppose au système capitaliste en le considérant comme un système d’oppression, à l’instar du patriarcat, du militarisme industriel du nationalisme et racisme. Le capitalisme diminuerait la liberté des personnes n’ayant pas de pouvoir, ce qui se traduit par une difficulté pour ces personnes à vivre dans des conditions décentes (mal-logement, malnutrition, etc.).
Dans sa dimension intersectionnelle, le capitalisme produirait l’oppression tout en renforçant les autres oppressions. Cela signifie concrètement que le système capitaliste crée un différentiel de pouvoir entre les bourgeois et les autres, travailleuses, chômeuses, précaires, sans-papiers, handicapés, etc.

## La critique du capitalisme au service du capitalisme
Si l'on assimile capitalisme et libéralisme économique et que l'on définit le libéralisme économique comme la doctrine prônant l'instauration du libre jeu marchand dans l'ensemble de l'économie, alors une critique du capitalisme au service du capitalisme consiste à introduire une part d'intervention étatique dans l'économie afin de garantir, en dehors de cette intervention étatique, les conditions d'un marché libéral. C'est le cas, en particulier, pour remédier aux défaillances du marché (asymétrie d'information, externalités, biens publics…), où l'intervention de l’État est légitimée mais de manière seconde, uniquement pour pallier les insuffisances d'une économie libérale[réf. nécessaire].

## Critique des critiques

### Inégalités sociales
Certains auteurs ont au contraire argumenté dans le sens d'une réforme du capitalisme qui assurerait une réduction des inégalités sociales. Le capitalisme ne condamnerait pas une société à l'inégalitarisme.